# Cerkev svetega Olafa, Talin
Cerkev svetega Olafa ali cerkev svetega Olava (estonsko Oleviste kirik) je cerkev v Talinu, glavnem mestu Estonije. Zgrajena naj bi bila v 12. stoletju in je bila središče skandinavske skupnosti starega Talina, preden ga je leta 1219 zavzela Danska. Cerkev ime nosi po norveškem kralju Olafu II. (znanem tudi kot sveti Olaf, 995–1030). Prvi znani pisni zapisi o cerkvi segajo v leto 1267. V 14. stoletju je bil objekt obsežno prezidan.
Cerkev je še vedno najvišja stavba v Estoniji, več let je bila tudi najvišja stavba na svetu.

## Zgodovina
Cerkev sv. Olafa je bila prvotno del združene zahodne tradicije krščanstva, katere vladavina se v Rimskokatoliški cerkvi nadaljuje še danes. Vendar pa je med reformacijo cerkev postala del luteranske ločine. Cerkev sv. Olafa je leta 1950 postala baptistična cerkev, kar ostaja še danes.
Med letoma 1944 in 1991 je sovjetski KGB zvonik cerkve sv. Olafa uporabljal kot radijski stolp in nadzorno točko. Danes se uporablja tudi kot turistična razgledna točka.
O gradnji Olfaove cerkve pripoveduje tudi legenda; Prebivalci Talina so želeli zgraditi najvišjo cerkev na svetu, a zaradi prekletstva, da bi njen graditelj umrl, nihče za gradnjo ni zbral poguba. Nato se je pojavil neznanec, ki je za to zahteval veliko vsoto denarja. Ker je mesto ni moglo plačati, je tujec predlagal naslednji izziv: če ugotovijo njegovo ime, jim odpusti dolg. Za to so prebivalci v njegovo hišo poslali vohuna, ki je slišal Olevovo ime v pesmi, ki jo je pela njegova žena. Čakali so, da je tujec dokončal gradnjo in ko je postavljal križ na stolp, so mu od spodaj zavpili: Olev, križ je ukrivljen, prestrašil se je in padel na tla, iz njega pa sta prišli krastača in kača, kar je označevalo demonsko obsedenost tega človeka. To dejstvo se odraža v stenski poslikavi na eni od strani cerkve.

## Višina
Leta 1590 je bila skupna višina cerkvenega zvonika oz. stolpa 115,35–125 m. Vanj je okoli 10-krat udarila strela, celotna cerkev pa je v vsem znanem obstoju zgorela trikrat. Po več prezidavah je njen zvonik zdaj visok 123,8 metra. Cerkev tako sodi med 20 najvišjih cerkva na svetu, v 16. stoletju je bila nekaj let celo najvišja stavba v svetovnem merilu.

## Orgle
Orgle je med letoma 1840 in 1842 zgradil nemški organist Friedrich Hermann Lütkemüller, postavil pa jih je Johann Eberhard Walcker in trije drugi pomočniki iz podjetja Walcker za izdelavo orgel.
Leta 1914 je bila prenovljena. Instrument ima 76 registrov, 3 manuale in pedal. Ukrepi so pnevmatski.

## Slike
- Nočni pogled
- Cerkveni portal
- Notranjost
- Notranjost
- Notranjost
- Cerkveni zvonik podnevi
- Cerkveni zvonik ponoči
- Spire s križem
- Vrhovi cerkve
- Stopnišče